# Anton Ingolič
Anton Ingolič (ur. 5 stycznia 1907 w Spodnjej Polskavie, zm. 11 marca 1992 w Lublanie) – słoweński pisarz, dramatopisarz i tłumacz.

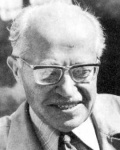
Anton Ingolič

Anton Ingolič należy do nielicznych słoweńskich pisarzy, którzy na szeroką skalę badali i opisywali życie prostego ludu. W swoich pracach ukazał życie ludności z okolic Ptuja, Pohorja i Holzy, pracowników z fabryk, rzemieślników, flisaków, słoweńskich zesłańców i emigrantów w różnych państwach Europy i Ameryki. W jego dość obszernym dorobku literackim, można także znaleźć literaturę młodzieżową.
Anton Ingolič pochodził z rzemieślniczo – rolniczej rodziny. Swoje lata szkolne spędził w Mariborze, potem rok studiował w Paryżu, a kolejne lata na Wydziale Slawistycznym na Uniwersytecie w Lublanie.
W czasie II wojny światowej został zesłany do Serbii. Po wojnie pracował w szkole w Ptuju, potem w Mariborze, a na końcu w Lublanie. W 1949 roku otrzymał nagrodę im. France Prešerna(Prešernova nagrada) za powieść Pot po nasipu, a w 1978 roku za całokształt pracy artystycznej. Od roku 1976 był korespondentem, a następnie od 1981 r. został stałym członkiem SAZU (Słoweńska Akademia Nauki i Sztuki).
Obok takich pisarzy jak Miško Kranjec czy Ciril Kosmač, Anton Ingolič zaliczany jest do najważniejszych przedstawicieli słoweńskiego realizmu lat 30. Pomimo zmieniających się wzorców Ingolič pozostał do końca wierny swojemu realistycznemu stylowi. W swoich dziełach ukazywał problemy, z jaką borykała się ludność z terenów štajerskich (Likarij, Sosedka, Na splavih, Matevž Visočnik, Vrnski vrh itd.) i z innych tj. Koroški (Ugasla dolina), czy ze środowisk miejskich (Stavka, Gimnazijka). Istotne miejsce zajmuje w jego twórczości literatura poruszająca tematykę emigracyjną (trylogia Domovina v srcu: Kje ste, Lamutovi?, Nebo nad domačijo, Lastovka čez ocean). W latach 70. podjął się pisania powieści historycznych. Z tego okresu pochodzą takie utwory jak np. Pradedje i Gorele so gmade.
Anton Ingolič zaliczany jest do jednych z najbardziej płodnych słoweńskich pisarzy. W jego dobytku literackim odnaleźć można wszystkie formy prozatorskie, rozpocząwszy od noweli, przez opowiadania, powieści młodzieżowe, skończywszy na dziennikach z podróży (Pri naših v Ameriki, Sibirska srečanja). Ingolič pisał również książki autobiograficzne, w których opisał swoje lata młodości (Zgodba mojega jutra, Nemir mladostnika, Leta dozorevanja). Natomiast w autobiografii Moje pisateljevanje opisał swoje etapy rozwoju literackiego.

## Dzieła
- Mlada leta (1935);
- Lukarji (1936);
- Sosenka (1939);
- Na splavih (1940);
- Matevž Visočnik (1941);
- Pred sončnim vzhodom (1945);
- Vrnski vrh (1946);
- Pot po nasipu (1948);
- Stavka (1951);
- Človek na meji (1952);
- Sončna reber novele (1953);
- Ugasla dolina (1956);
- Zgodilo se je (1986);
- Domovina v srcu: Kje ste, Lamutovi?, Nebo nad domačijo, Lastovka čez ocean (1974);
- Pradedje (1975);
- Gorele so gmade (1977);
- Moje pisateljevanje (1980);
- Človek, ne jezi se! (1984).

## Literatura młodzieżowa
- Sirote (1940);
- Udarna brigada pravljica iz naših velikih dni (1946);
- Mladi aktivisti (1946);
- Deček z dvema imenoma (1955);
- Tvegana pot (1955);
- Tačko v velikem svetu (1957);
- Tajno društvo PGC (1958);
- Mladost na stopnicah (1962);
- Milica ne sme umreti (1963);
- Deklica iz Chicaga (1969);
- Ptiček brez kljunčka (1977);
- Zgodbe mojega jutra (1979);
- Nemir mladostnika (1982);
- Leta dozorevanja spomini (1987).

## Dzienniki z podróży
- Pri naših v Ameryki (1964);
- Sibirska srečanja (1966).

## Dramat
- Krapi (1947);
- Mlatilnic – Lovorjev venec (1948);
- Likof – Mejnik (1950).

## Dzieła przetłumaczone najęzyk polski
- Pretrgana naveza (Przerwana wspinaczka);
- Gimnazijka (Siedemnastolatka);
- Potopljena galeja (Zatopiona galiota).